# Марі Клеман Ґастон Ґотьє
Марі Клеман Ґастон Ґотьє (фр. Marie Clément Gaston Gautier; 10 квітня 1841 — 7 жовтня 1911) — французький ботанік і аграрій.
Ґотьє народився в Нарбонні і збирав рослини в околицях свого рідного міста, а також на масиві Корб'єр і в Піренеях. Ці зразки стали важливою частиною вражаючого гербарію, який він зібрав протягом своєї кар’єри. Як аграрій, він був на передньому краї питань, які включали осушення боліт, меліорацію неродючої землі та сучасні практики виноградарства.
Серед його опублікованих робіт були Catalog raisonné de la flore des Pyrénées-Orientales ( Catalog raisonné on the flore of Pyrénées-Orientales, 1898) і Catalog de la flore des Corbières (Каталог про флору Корб'єрів, опублікований посмертно в 1912 році). Серед інших відомих робіт Готьє:
- Rapport sur les herborisations dans les environs de Narbonne, instituées par le Comice agricole de l'arrondissement de Narbonne 1876 - Звіт про герборизації поблизу Нарбонна тощо [5]
- Hieraciotheca Gallica et Hispanica (разом з Казимиром Арве-Туве 1841-1913), Exsiccatae: двадцять фасцікул між 1897 і 1908 рр [6]